# لوپه
شهر لوپه (به رومانیایی: Lupeni) در شهرستان هوندرا در کشور رومانی واقع شده‌است. جمعیت این شهر در سال ۲۰۱۱ نزدیک به ۲۳ هزار نفر بوده است.
نام این شهر از کلمه "lup" که در زمان رومانیایی به معنای "گرگ" است، گرفته شده است.